# مجادله آیات شیطانی
مجادله آیات شیطانی یا ماجرای سلمان رشدی واکنش پرشور و غالباً خشونت‌آمیز مسلمانان به انتشار رمان آیات شیطانی سلمان رشدی است که نخستین بار در سال ۱۹۸۸ در بریتانیا منتشر شد و تا حدی ملهم از زندگی محمد بود. بسیاری از مسلمانان رشدی را به توهین به مقدسات و کفر متهم کردند و در سال ۱۹۸۹ روح‌الله خمینی در ایران فتوایی مبنی بر وجوب مسلمانان به قتل رشدی صادر کرد. تلاش‌ها برای کشتار و بمبگذاری‌های متعددی در پاسخ به این رمان صورت گرفت. دولت ایران تا سال ۱۹۹۸ از فتوا علیه رشدی حمایت کرد، در این زمان سید محمد خاتمی رئیس‌جمهور تازه انتخاب شده ایران اعلام کرد دیگر از کشتن رشدی حمایت نمی‌کند. به هرروی فتوا همچنان پابرجاست.
گفته می‌شود که این موضوع «مسلمانان را از غربی‌ها در امتداد خط گسل فرهنگ» تقسیم کرده‌است، و یک ارزش اصلی غرب یعنی آزادی بیان را در معرض خطر قرار داد. اینکه «هیچ‌کس نباید به خاطر آنچه می‌گوید یا می‌نویسند کشته شده، تهدید به کشته شدن شود یا با خطری جدی مواجه شود» برخلاف دیدگاه بسیاری از مسلمان‌ها که هیچ‌کس نباید آنقدر آزاد باشد که با تحقیر «عزت پیامبر» «به مسلمان‌ها توهین و بدگویی کند». حنیف قریشی، نویسنده انگلیسی، این فتوا را «یکی از مهم‌ترین رویدادهای تاریخ ادبیات پس از جنگ» خواند.
حتی قبل از انتشار آیات شیطانی، کتاب‌های سلمان رشدی جنجال برانگیخته بود. رشدی نقش خود را به عنوان یک نویسنده «شامل نقش مخالف دولت» می‌دانست. کتاب دوم او «بچه‌های نیمه شب» ایندیرا گاندی را خشمگین کرد زیرا به نظر می‌رسید که «خانم گاندی را مسئول مرگ شوهرش از طریق غفلت» دانسته بود. «رمان «شرم» در سال ۱۹۸۳، شخصیت‌های سیاسی، فرهنگی و مذهبی پاکستان را هدف گرفت. و به عنوان یک دعوای خانوادگی بین اسکندر هاراپا (ذوالفقار علی بوتو) و جانشین او رضا حیدر (ضیاء الحق) به تصویر می‌کشد. «شلوار آهنی باکره» بی نظیر بوتو، نخست‌وزیر پاکستان معرفی شده‌است.
مواضع رشدی به عنوان یک چپگرای متعهد قبل از انتشار کتابش، منشأ بحث‌هایی بود. او از بسیاری از کسانی که بعداً در جریان جنجال به او حمله کردند، دفاع کرد. رشدی به شدت حکومت شاه را محکوم کرد و از انقلاب اسلامی ایران حداقل در مراحل اولیه آن حمایت کرد. او حمله بمباران آمریکا به طرابلس در سال ۱۹۸۶ را محکوم کرد اما سه سال بعد خود را در معرض تهدید معمر القذافی رهبر لیبی دید. او کتابی نوشت که به شدت از سیاست خارجی آمریکا به‌طور کلی و ازجنگ در نیکاراگوئه به‌طور خاص انتقاد کرد، به عنوان مثال دولت آمریکا را «راهزنی که خود را به عنوان کلانتر نشان می‌دهد» نامید. اما پس از فتوای روح‌الله خمینی، دولت ایران او را متهم به «یک مأمور پست سیا» کرد.

## واکنش اولیه
قبل از انتشار آیات شیطانی، ناشر «اخطارهایی از مشاور تحریریه ناشر» دریافت کرد که ممکن است کتاب مورد بحث باشد. بعدها، رشدی در مورد زمانی که کتاب در شرف انتشار بود، فکر می‌کرد. او در صحبت با مصاحبه‌کننده‌ای گفت: «انتظار داشتم چند آخوند آزرده شوند، من را نام ببرند و بعد بتوانم در ملاء عام از خودم دفاع کنم. راستش هرگز انتظار چنین چیزی را نداشتم.»
آیات شیطانی توسط پنگوئن واکینگ در ۲۶ سپتامبر ۱۹۸۸ در انگلیس و در ۲۲ فوریه ۱۹۸۹ در آمریکا منتشر شد. پس از انتشار، این کتاب تحسین قابل توجهی از منتقدان در انگلیس به دست آورد. در ۸ نوامبر ۱۹۸۸، این اثر جایزه ویتبرد را برای رمان سال، به ارزش ۲۰۰۰۰ پوند دریافت کرد. به گفته یکی از ناظران، «تقریباً همه منتقدان انگلیسی کتاب» از ارتباط کتاب با اسلام بی‌اطلاع بودند، زیرا رشدی از نام ماهوند به جای محمد برای فصل اسلام خود استفاده کرده‌است.

### پاسخ مسلمانان و ممنوعیت کتاب
پس از انتشار این کتاب برای اولین بار در انگلیس در سپتامبر ۱۹۸۸، اعتراضات مسلمانان عمدتاً در هند و انگلیس صورت گرفت. زمانی که این کتاب در فوریه ۱۹۸۹ درآمریکا منتشر شد، دوباره مورد توجه قرار گرفت و اعتراضات در سراسر جهان شکل خشونت آمیزتر به خود گرفت.
در جوامع اسلامی، این رمان فوراً بحث‌برانگیز شد، زیرا برخی مسلمانان آن را ارجاعات کفرآمیز می‌دانستند. رشدی به سوء استفاده از آزادی بیان متهم شد. در اکتبر ۱۹۸۸، نامه‌ها و تماس‌های تلفنی از طرف مسلمانان به پنگوئن واکینگ رسید که از این کتاب عصبانی بودند و خواستار پس گرفتن آن شدند. قبل از پایان ماه، واردات این کتاب در هند ممنوع شد، اگرچه داشتن کتاب جرم نیست.
در نوامبر ۱۹۸۸، در بنگلادش، سودان و آفریقای جنوبی نیز ممنوع شد. در دسامبر ۱۹۸۸، در سریلانکا نیز ممنوع شد.
در انگلیس، در ۲ دسامبر ۱۹۸۸، ۷۰۰۰ مسلمان در شهر بولتون اولین تظاهرات تاریخ خود را علیه آیات شیطانی برگزار کردند. پس از نمازجمعه، گروهی از مسلمانان مسجد جامع زکریای دیوبندی تا مرکز شهر راهپیمایی کردند و سپس کتاب را سوزاندند. تظاهرکنندگان بیان کردند «این یک اعتراض مسالمت آمیز بود و ما کتاب را سوزاندیم تا توجه عمومی را به خود جلب کنیم».
شهر بردفورد توجه بین‌المللی در ژانویه ۱۹۸۹ به دست آورد. برخی شرکت کنندگان کتاب از آیات شیطانی را آتش زدند، روزنامه‌نگار رابرت پیچنده به یاد می‌آورد "عدم تحمل قرون وسطی (بدون اسم بردن از نازی)".
در فوریه، زمانی که نسخه آمریکا منتشر شد، دور جدیدی از بررسی‌ها و انتقادات آغاز شد. مارس ۱۹۸۹ در کنیا، تایلند، تانزانیا، اندونزی و سنگاپور ممنوع شد. آخرین کشوری که این کتاب را ممنوع کرد، ونزوئلا بود، در ژوئن ۱۹۸۹.
در ۱۲ فوریه ۱۹۸۹ تظاهرات ده هزار نفری علیه رشدی در اسلام‌آباد پاکستان برگزار شد. شش معترض در حمله به مرکز فرهنگی آمریکا کشته شدند و دفتر امریکن اکسپرس غارت شد.

#### حملات
در آمریکا، اداره تحقیقات فدرال در اوایل مارس ۱۹۸۹ از ۷۸ تهدید به کتابفروشی‌ها مطلع شد که تصور می‌شد نسبت کوچکی از تعداد کل تهدیدها باشد. کتابفروشی زنجیره ای دالتون در کمتر از سه ساعت ۳۰ تهدید دریافت کرد. بمب‌گذاری در کتابفروشی‌ها شامل دو بمب در برکلی، کالیفرنیا بود. در نیویورک، دفتر یک روزنامه محلی، به دنبال انتشار سرمقاله ای در دفاع از حق خواندن رمان و انتقاد از کتابفروشی‌هایی که آن را از قفسه‌های خود بیرون کشیدند، با بمب‌های آتشین ویران شد. اما انگلیس کشوری بود که خشونت علیه کتابفروشی‌ها بیشتر در آن اتفاق افتاد و طولانی‌ترین مدت ادامه داشت. دو کتابفروشی بزرگ در خیابان چرینگ کراس لندن (کالتس و دیلونز) در ۹ آوریل بمباران شدند. در ماه مه، انفجارهایی در شهر های ویکام و دوباره در لندن، در خیابان کینگزرود رخ داد. بمب‌گذاری‌های دیگر شامل بمب‌گذاری در فروشگاه بزرگ لندن (لیبرتی)، کتاب‌فروشی پنگوئن در داخل فروشگاه در یورک بود. بمب‌های منفجر نشده در فروشگاه‌های پنگوئن در گیلفورد، ناتینگهام و پیتربورو پیدا شد.
در آمریکا، در حدود یک سوم کتابفروشی‌ها در دسترس نبود. در بسیاری دیگر که کتاب را می‌فروختند، زیر پیشخوان نگهداری می‌شد.

## فتوای امام خمینی
در ۱۴ فوریه، روح‌الله خمینی، رهبر جمهوری اسلامی و یکی از برجسته‌ترین رهبران شیعه، فتوایی صادر کرد و خواستار مرگ رشدی و ناشرانش شد. این یک حادثه بزرگ بین‌المللی را ایجاد کرد که سال‌ها ادامه داشت.

در این حکم که از رادیو ایران پخش شد، آمده‌است: 
به اطلاع مسلمانان غیور سراسر جهان می‌رسانم، مؤلف کتاب آیات شیطانی که علیه اسلام و پیامبر و قرآن تنظیم و چاپ و منتشر شده‌است، هم چنین ناشرانِ مطلع از محتوای آن، محکوم به اعدام می‌باشند. از مسلمانان غیور می‌خواهم تا در هر نقطه که آنان را یافتند، سریعاً آنها را اعدام نمایند تا دیگر کسی جرأت نکند به مقدسات مسلمین توهین نماید و هر کس در این راه کشته شود، شهید است ان‌شاءاللّه. ضمناً اگر کسی دسترسی به مؤلف کتاب دارد، ولی خود قدرت اعدام آن را ندارد، او را به مردم معرفی نماید تا به جزای اعمالش برسد.
طی چند روز، مقامات ایرانی ۶ میلیون دلار جایزه پیشنهاد کردند برای کشتن رشدی، که به این ترتیب مجبور شد تا ۹ سال تحت حمایت پلیس زندگی کند. در ۷ مارس ۱۹۸۹، انگلستان و ایران به دلیل جنجال رشدی روابط دیپلماتیک خود را قطع کردند.

### مطالبه عذرخواهی توسط خامنه‌ای و واکنش رشدی
در ۱۸ فوریه، گفته شد رئیس‌جمهور ایران، علی خامنه‌ای که رئیس‌جمهور ایران بود پیشنهاد کرد که اگر رشدی «عذرخواهی کند و کتاب را انکار کند، ممکن است مردم او را ببخشند». به دنبال آن، رشدی «بیانیه ای با دقت بیان کرد» و گفت:
من می‌دانم که مسلمانان در بسیاری از نقاط جهان واقعاً از انتشار رمان من مضطرب هستند. من عمیقاً متأسفم از ناراحتی که نشریه برای پیروان مخلص اسلام ایجاد کرده‌است. این تجربه مانند زندگی در دنیایی با ادیان مختلف به ما یادآوری کرده‌است که همه ما باید از حساسیت‌های دیگران آگاه باشیم.
این خبر قبل از انتشار در مطبوعات «از طریق مجازی رسمی» به وزارت امور خارجه در تهران مخابره شد.
در ۲۹ بهمن ۱۳۶۹ دفتر روح‌الله خمینی پاسخ داد: «رسانه‌های گروهی استعماری خارجی به دروغ به مسئولین نظام جمهوری اسلامی نسبت می‌دهند که اگر نویسنده کتاب آیات شیطانی توبه کند، حکم اعدام دربارهٔ او لغو می‌گردد. این موضوع صددرصد تکذیب می‌گردد. سلمان رشدی اگر توبه کند و زاهد زمان هم گردد، بر هر مسلمان واجب است با جان و مال، تمامی همِّ خود را به کار گیرد تا او را به درک واصل گرداند.»
روح‌الله خمینی افزود:
اگر غیر مسلمانی از مکان او مطلع گردد و قدرت این را داشته باشد تا سریعتر از مسلمانان او را اعدام کند، بر مسلمانان واجب است آنچه را که در قبال این عمل می‌خواهد به عنوان جایزه یا مزد عمل به او بپردازند.
خامنه‌ای یک سال پس از رهبر شدن، مشخصا در ۱۵ خرداد ۶۹، به زعم خود راه حل «ساده» ای را به غرب پیشنهاد کرد که عبارت بود از تحویل سلمان رشدی به «مسلمانان انگلیس» تا جانش را بگیرند: «راه‌حلش خیلی ساده است! مجرمی است که جرمی مرتکب شده و باید مثل بقیه مجرمان عالم، حکم الهی دربارهٔ او جاری بشود. به دست همان مسلمانان انگلیس بدهند -نمی‌گوییم به دست ما بدهند- تا حکم الهی را دربارهٔ او جاری کنند. با چنین اقدامی، این قضیه حل خواهد شد و دیگر تمام می‌شود.»

### حمایت از فتوای خمینی
در انگلیس، اتحادیه انجمن‌های اسلامی دانشجویان در اروپا، که بزرگ‌ترین مجموعه دانشجویان اسلامی در اروپا است، بیانیه ای صادر کرد و پیشنهاد خمینی مبنی بر قتل رشدی را تأیید کرد. با وجود غیرقانونی بودن تحریک به قتل در انگلیس، یکی از اعضای اتحادیه به خبرنگاران گفت: «اگر او را ببینم، فوراً او را خواهم کشت».
برخی دیگر از رهبران ضمن حمایت از این فتوا، مدعی شدند که مسلمانان انگلیس اجازه ندارند خودشان فتوا را اجرا کنند. در این میان، مجلس مسلمین و رهبر آن کلیم صدیقی و پس از مرگ وی در سال ۱۹۹۶، جانشین وی، غیاث الدین صدیقی، از این فتوا حمایت کردند و در سال ۲۰۰۰ رهبری ایران حمایت خود را مجدداً تکرار کرد.
در همین حال، در آمریکا، جورج صباغ، مدیر مرکز مطالعات خاور نزدیک، در مصاحبه‌ای گفت که خمینی در حیطه حقوق خود خواستار مرگ رشدی شد.
در ماه مه ۱۹۸۹ در بیروت شهروند انگلیسی جکی مان «در پاسخ به فتوای ایران علیه سلمان رشدی برای انتشار آیات شیطانی و به‌طور خاص، برای پناهندگی و حفاظت از او در انگلستان ربوده شد». او به چند غربی که در آنجا گروگان گرفته بودند پیوست. دو ماه قبل از آن، عکسی از سه معلم که به گروگان گرفته شده بودند توسط جهاد اسلامی برای آزادی فلسطین منتشر شد با این پیام که از تمام نهادها و سازمان‌هایی که به هر نحوی به «اعضای خاندان پیامبر اسلام» توهین می‌کنند «انتقام می‌گیرد»
مک‌روی (۲۰۰۷) ادعا کرد که «در جامعه اسلامی یک کفرگو با همان تحقیر خصمانه یک پدوفیل در غرب مورد توجه قرار می‌گیرد. همان‌طور که تعداد کمی از مردم در غرب برای قتل یک کودک آزار عزادار هستند، تعداد کمی از مسلمانان نیز برای کشتن یک کفرآمیز عزادار هستند.

### نقد فتوای خمینی
فتوای خمینی در سراسر جهان غرب توسط دولت‌ها محکوم شد به این دلیل که این فتوای جهانی حقوق بشر آزادی بیان، آزادی مذهب را نقض می‌کند و خمینی حق ندارد شهروند کشور دیگری را که در آن کشور زندگی می‌کند به مرگ محکوم کند. دوازده عضو جامعه اقتصادی اروپا سفرای خود را به مدت سه هفته از تهران خارج کردند.

### تلاش برای ابطال فتوا
در ۲۴ سپتامبر ۱۹۹۸، به عنوان پیش‌شرط برای احیای روابط دیپلماتیک با انگلیس، دولت ایران به ریاست محمد خاتمی اصلاح‌طلب تعهد عمومی داد که «نه از عملیات ترور رشدی حمایت کند و نه مانع از آن شود». با این حال، برخی در ایران به تأیید مجدد حکم اعدام ادامه داده‌اند. در اوایل سال ۲۰۰۵، فتوای خمینی توسط رهبر ایران، علی خامنه‌ای، در پیامی به زائران مسلمان که زیارت سالانه مکه را انجام می‌دهند، مجدداً تأیید شد. همچنین سپاه پاسداران اعلام کرده‌است که حکم اعدام وی همچنان پابرجاست. ایران درخواست برای پس گرفتن فتوا را رد کرده‌است بر این اساس که تنها کسی که آن فتوا را صادر کرده‌است می‌تواند آن را پس بگیرد، با توجه به فوت روح‌الله خمینی در سال ۱۹۸۹.
در ۱۴ فوریه ۲۰۰۶، خبرگزاری دولتی ایران گزارش داد که این فتوا برای همیشه پابرجا خواهد ماند.
در سال ۲۰۰۷، سلمان رشدی گزارش داد که او همچنان هر سال در ۱۴ فوریه یک «نوعی کارت ولنتاین» از ایران دریافت می‌کند که به او اطلاع می‌دهد کشور عهد کشتن او را فراموش نکرده‌است.

## پیامدهای اجتماعی و سیاسی
یکی از پیامدهای فوری فتوا بدتر شدن روابط اسلام و غرب بود.

### تنش شدید
رشدی ابراز تاسف کرد که این مناقشات کلیشه غربی «مسلمان عقب مانده، ظالم، سفت و سخت، کتاب سوزاندن و تهدید به کشتن کفرگو» را تغذیه کرد،
روزنامه ایندیپندنت نگران بود که تظاهرات کتاب سوزی مسلمانان «از نمونه تفتیش عقاید و ناسیونال سوسیالیست‌های هیتلر پیروی کند»، و اینکه اگر رشدی کشته شود، «این اولین سوزاندن یک بدعت گذار در اروپا در دو قرن اخیر خواهد بود.". پرگرین وورستورن از روزنامه ساندی تلگراف می ترسید که با افزایش جمعیت مسلمانان اروپا، «بنیادگرایی اسلامی به سرعت در حال تبدیل شدن به یک تهدید بسیار بزرگتر از خشونت و عدم تحمل نسبت به هر چیزی است که مثلاً از جبهه ملی فاشیست سرچشمه می‌گیرد؛ و علاوه بر این، تهدیدی بی نهایت دشوارتر است. از آنجایی که نظارت بر آن عملاً غیرممکن است، چه رسد به حذف".
از طرف مسلمانان، دولت ایران این کتاب را بخشی از توطئه انگلیس علیه اسلام می‌دانست. در ۷ مارس ۱۹۸۹ روابط دیپلماتیک خود را با انگلیس قطع کرد و توضیح داد که «در دو قرن گذشته انگلیس در خط مقدم توطئه و خیانت علیه اسلام و مسلمانان بوده‌است» و انگلیس را متهم به حمایت مالی از کتاب رشدی برای استفاده سیاسی از آن کرد. و درایت فرهنگی در مورد توطئه‌های نظامی قبلی که دیگر کارساز نبود. همچنین با تسلیم شدن کشورهای جامعه اروپایی تحت فشار ایران، خود را پیروز این مناقشه دید. «وقتی اروپایی‌ها دیدند که ممکن است منافع اقتصادی آنها در کشورهای مسلمان خدشه دار شود، شروع به تصحیح موضع خود در مورد موضوع کتاب توهین آمیز کردند. هر مسئولی به نوعی شروع به محکوم کردن کتاب کرد. هنگامی که آنها متوجه واکنش ایران، شکستن آن روابط دیپلماتیک با لندن، نیز می‌تواند شامل آنها، آنها به سرعت به عقب سفرای خود را برای جلوگیری از واکنش بیشتر ایران به تهران فرستادند.

### فروش کتاب

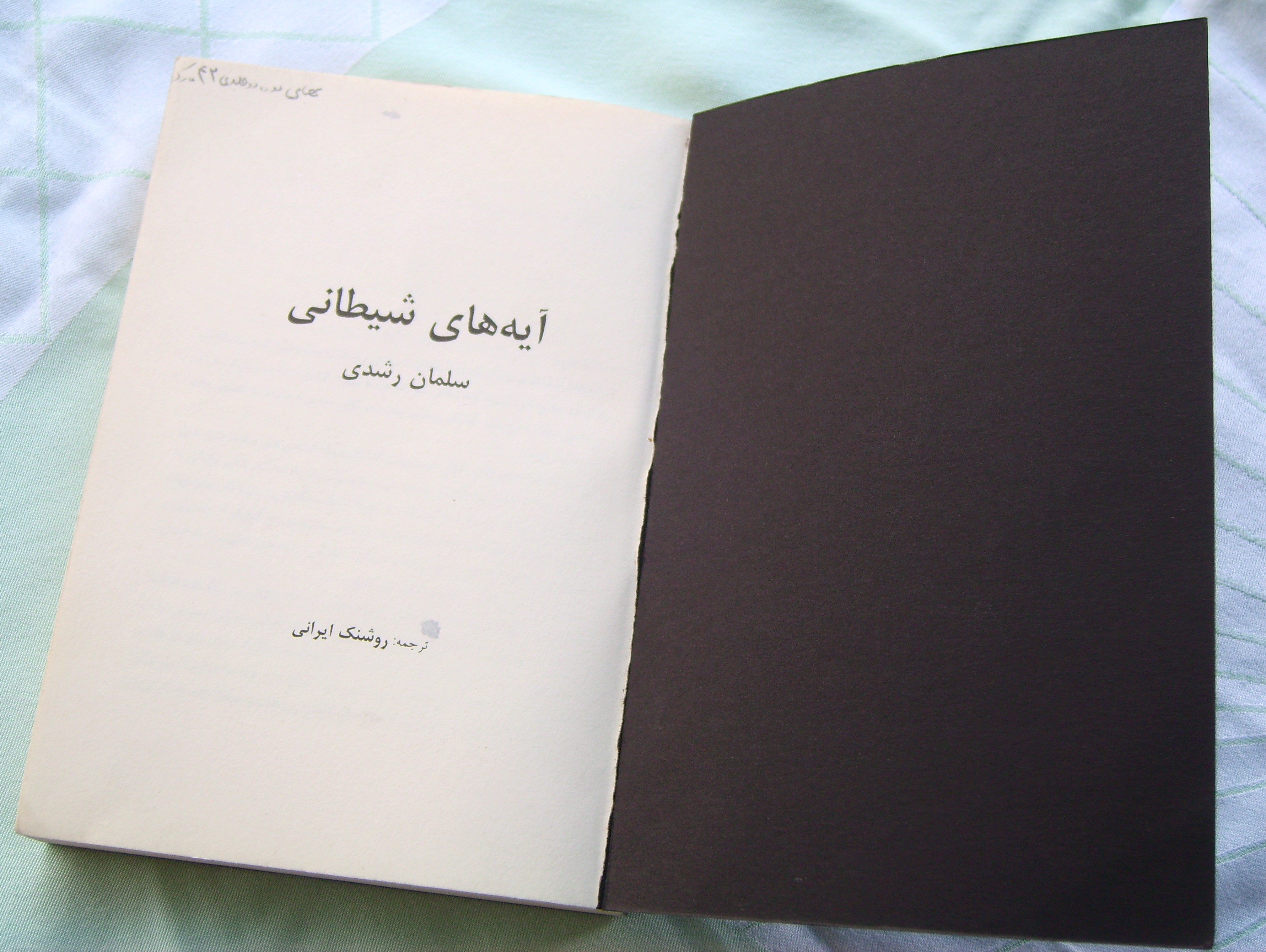
فارسی سامیزدات نسخه از سلمان رشدی را آیات شیطانی c.2000

اگرچه کتاب‌فروش انگلیسی دبلیو اچ اسمیت در اواسط ژانویه ۱۹۸۹ «هفته‌ای صد نسخه از کتاب» را فروخت، اما به دنبال این فتوا «از قفسه‌ها خارج شد». در آمریکا این کتاب فروش «بی‌سابقه» پنج برابر بیشتر از کتاب شماره دو، ستاره نوشته دانیل استیل، فروش بیش از ۷۵۰۰۰۰ نسخه از کتاب تا می ۱۹۸۹ بود. ب. دالتون، یک کتابفروشی زنجیره‌ای که تصمیم گرفت به دلایل امنیتی کتاب را نگهداری نکند، وقتی متوجه شد که کتاب «به‌قدری سریع می‌فروشد که حتی وقتی سعی کردیم جلوی آن را بگیریم، از قفسه‌ها بیرون می‌رفت، نظر خود را تغییر داد». رشدی حدود ۲ میلیون دلار درآمد در سال اول انتشار کتاب داشت، و کتاب پرفروش‌ترین کتاب انتشارات ویکینگ در تمام دوران است.

### رشدی
خود نویسنده کتاب آنطور که بسیاری از شبه‌نظامیان می‌خواستند کشته یا زخمی نشد، اما به‌طور آشکاری از یک زندگی محبوس در نگهبان مسلح ۲۴ ساعته ناامید شد. به‌طور متناوب در برابر قاتلان احتمالی خود سرپیچی می‌کند و تلاش می‌کند برای آشتی در برابر تهدید مرگ اقدام کند. رشدی یک هفته پس از تهدید به مرگ، و پس از عذرخواهی ناموفق خود از دولت ایران، تسلیم شدن به «بی حالی کنجکاو، اخم خواب آلودی در هنگام حمله» تسلیم شد. سپس، چند هفته پس از آن، شعری نوشت و قول داد «خفه نشویم» بلکه «به رغم حملات، بخوانم». اما در ماه ژوئن، پس از مرگ خمینی، او از حامیان خود خواست که «نحوه انتقاد خود از ایران را کاهش دهند».
همسر او، ماریان ویگینز، گزارش داد که در چند ماه اول پس از فتوا، این زوج ۵۶ بار، هر سه روز یک بار، نقل مکان کردند. در اواخر ژوئیه رشدی از ویگینز جدا شد، «تنش ناشی از قرار گرفتن در مرکز جنجال بین‌المللی، و عصبانیت گذراندن تمام ساعات روز با هم در انزوا»، که برای رابطه «متزلزل» آنها بیش از حد بود.

در اواخر سال بعد، رشدی اعلام کرد: «می‌خواهم زندگی‌ام را پس بگیرم» و در دسامبر اعلامیه‌ای را امضا کرد که «در آن ایمان اسلامی خود را تأیید می‌کرد و از وایکینگ-پنگوئن، ناشر آیات شیطانی، خواست نه کتاب را با جلد شومیز منتشر کند و نه به چاپ برساند. و نه اجازه دهید ترجمه شود.» این نیز نتوانست طرفداران فتوا را به حرکت درآورد و رشدی در اواسط سال ۲۰۰۵ بنیادگرایی اسلامی را محکوم کرد.
... پروژه استبداد و بی‌خردی که می‌خواهد دیدگاه خاصی از فرهنگ اسلامی را به موقع منجمد کند و صداهای مترقی جهان اسلام را که خواستار آینده ای آزاد و مرفه هستند، خاموش کند. یازده سپتامبر فرا می‌رسد، و اکنون بسیاری از مردم می‌گویند که در گذشته، فتوا مقدمه بود و این رویداد اصلی است.
خاطرات سالهای مخفی شدن او با عنوان جوزف آنتون در ۱۸ سپتامبر ۲۰۱۲ منتشر شد. جوزف آنتون نام مستعار مخفی رشدی بود.

### توضیح واکنش‌های مختلف

#### مسلمان
خشم پرشور بین‌المللی مسلمانان نسبت به این کتاب، بسیاری از خوانندگان غربی را شگفت زده کرد، زیرا این کتاب به زبان انگلیسی نوشته شده بود، نه به زبان‌های عربی، اردو، فارسی یا زبان‌های دیگر که اکثریت سخنوران به زبان مادری مسلمان هستند. این رمان هرگز در کشورهایی که اکثر مسلمانان در آن زندگی می‌کردند منتشر نشد یا حتی فروخته نشد، و یک اثر داستانی بود رمانی پرمطالع و متراکم که بعید به نظر می‌رسد برای خواننده معمولی جذاب باشد.
برخی از توضیحات برای خشم بی‌سابقه‌ای که علیه کتاب منتشر شد این بود:
- آیات شیطانی به عنوان یک ادامه سنت طولانی احساسات ضداسلامی در ادبیات غرب دیده می‌شد، به تصویر کشیدن موضوع مهم یعنی محمد مصطفی و اسلام در شیوه ای موهن[۵۷]
- رشدی در غرب زندگی می‌کرد و باید الگوی خوبی برای اسلام باشد و «با شرق‌شناسان» کنار نرود.[۵۸]
- نظر بسیاری از مسلمانان این بود که «رشدی پیامبر اسلام را یک فاحشه خانه معرفی کرده‌است».[۵۹] «رشدی پیامبر را متهم می‌کند، به ویژه محمد را به روسپی بودن».[۶۰] «همه نمازگزاران پس فاحشه هستند»[۶۱] «همسران پیامبر را زنان کوچه و خیابان، خانه‌هایش را فاحشه خانه عمومی و یارانش را راهزنان نشان می‌دهند».[۶۲] این کتاب در واقع روسپی‌هایی را به تصویر می‌کشد که «هر کدام هویت یکی از همسران ماهوند را به خود گرفته بودند».[۶۳]
- اعتقاد به اینکه عناصر تخیلی رمان پروازهای تخیل نبودند بلکه دروغ بودند. شکایات شامل این بود که «نه یک ارزیابی انتقادی و نه یک تحقیق تاریخی»[۶۴] که رمان بر «استدلال‌های علمی و منطقی» تکیه نکرد،[۶۵] «فقدان روش‌های تحقیق علمی، دقیق یا عینی»."،[۶۶] «دروغ‌های بی اساس»، «جدی یا علمی نبودن»،[۶۷] «تحریف کامل حقایق تاریخی»،[۶۸] «اصلاً یک نظر عینی یا علمی نیست».[۶۹]
- رد مفهوم آزادی بیان. باور بسیاری از مسلمانان در خاورمیانه این است که هر کشوری «قوانینی دارد که هر گونه نشریه یا سخنی را که به تمسخر یا بدنام کردن اسلام باشد، ممنوع می‌کند».[۷۰] به دنبال آن مجوز انتشار کتابی که اسلام را مورد تمسخر یا بدنامی قرار می‌داد، نشان دهنده تعصب ضداسلامی در کشورهایی بود که اجازه انتشار را می‌دادند. اگرچه در انگلستان اجرا نشد و در سال ۲۰۰۸ به‌طور کامل لغو شد، اما قوانینی داشت که توهین به دین مسیحیت را ممنوع می‌کرد.
- دیدگاه بسیاری از مسلمانان مبنی بر اینکه انگلیس، آمریکا و سایر کشورهای غربی درگیر جنگ علیه اسلام هستند و آنچه در ظاهر محصول تخیل یک نویسنده نمادین شکار است، در واقع یک توطئه در مقیاس ملی یا فراملی بود. سپس اکبر هاشمی رفسنجانی، رئیس‌جمهور ایران، به عنوان مثال، در یک پخش از رادیو تهران، ریشه‌های تاریخی ادعایی کتاب رشدی را توضیح داد:

هر کس با تاریخ استعمار و جهان اسلام آشنا باشد می‌داند که هر وقت می‌خواستند در جایی، جای پایی داشته باشند، اولین کاری که می‌کردند تا راهشان را باز کنند چه آشکار یا پنهان تضعیف اخلاق اصیل اسلامی مردم بود. و مدعی شد وزیر خارجه انگلیس که نامش فاش نشده‌است، زمانی به پارلمان انگلیس گفت: «تا زمانی که قرآن مورد احترام مسلمانان باشد، نمی‌توانیم در میان مسلمانان جای پای خود را محکم کنیم».
- در میان نسل دوم مهاجران مسلمان در انگلیس و جاهای دیگر، کاهش علاقه به سیاست‌های ضد نژادپرستی/ضد امپریالیستی «چپ سفید» جهان‌شمول، و افزایش سیاست‌های هویتی با تمرکز بر «دفاع از ارزش‌ها و باورها» از هویت مسلمان کاهش یافت.[۷۲]

#### جریان اصلی غربی
با وجود شدت احساسات مسلمانان در مورد این موضوع، هیچ دولت غربی آیات شیطانی را ممنوع نکرد. این در درجه اول به این دلیل است که اکثر دولت‌های غربی به‌طور صریح یا ضمنی اجازه آزادی بیان را می‌دهند که شامل ممنوعیت سانسور در اکثریت قریب به اتفاق موارد می‌شود. نگرش غرب در مورد آزادی بیان با نگرش در جهان عرب متفاوت است زیرا:
- غربی‌ها کمتر از تمسخر شخصیت‌های مذهبی شوکه می‌شوند. «تابو و توهین به مقدسات در غرب تقریباً مرده‌است. کفرگویی داستانی قدیمی است و دیگر نمی‌تواند شوکه کننده باشد.»[۷۳] نمونه‌هایی از فیلم‌ها و کتاب‌هایی که علیرغم توهین به مقدساتشان اعتراض کمی در غرب برانگیخت یا هیچ اعتراضی برانگیخت: «خدا می‌داند» اثر جوزف هلر، که «داستان‌های کتاب مقدس را به فیلم‌های پورنوگرافیک» تبدیل کرد.[۷۴] حتی «پروتکل‌های بزرگان صهیون»، کتابی که نه تنها توهین‌آمیز و نادرست بود، بلکه می‌توان گفت بسیار خطرناک بود، که الهام‌بخش کشتار یهودیان در روسیه و کمک به ایدئولوژی نازی‌ها بود، «به‌طور رایگان در غرب در دسترس بود».[۷۴]
- این ایده به‌طور گسترده در میان نویسندگان پذیرفته شده‌است که تحریک در ادبیات یک حق نیست، بلکه یک وظیفه است، یک فراخوان مهم: «شاید در ماهیت هنر مدرن توهین آمیز باشد… در قرن حاضر، اگر ما حاضر نباشیم ریسک بدهیم. ما هیچ ادعایی نسبت به عنوان هنرمند نداریم».[۷۵] رشدی خودش می‌گوید: «من تمام زندگی‌ام را به‌عنوان نویسنده در اپوزیسیون گذرانده بودم و نقش نویسنده را به‌عنوان نقش مخالف دولت می‌دانستم».[۷۶]

نکته آخر همچنین توضیح می‌دهد که چرا یکی از معدود گروه‌هایی که در کشورهای مسلمان علیه خمینی و حق رشدی در انتشار کتابش سخن گفت، نویسندگان دیگری بودند. برنده جایزه نوبل وله سویینکا از نیجریه و نجیب محفوظ از مصر، هر دو به خمینی حمله کردند و در نتیجه هر دو تهدید به مرگ شدند، و محفوظ بعداً توسط یک بنیادگرای مسلمان به گردن چاقو خورد.
برخی از سیاستمداران و نویسندگان غربی از رشدی انتقاد کردند. جیمی کارتر، رئیس‌جمهور اسبق آمریکا، ضمن محکوم کردن تهدیدها و فتوای رشدی، اظهار داشت: ما به تبلیغ او و کتابش پرداخته‌ایم، بدون اینکه اذعان داشته باشیم که این توهین مستقیم به میلیون‌ها مسلمانی است که اعتقادات مقدسشان زیر پا گذاشته شده‌است. رنج کشیدن در سکوت مهار شده شرمساری مضاعف از بی مسئولیتی آیت الله. او همچنین معتقد بود که رشدی باید از واکنشی که کتابش برمی‌انگیزد آگاه بوده‌است: «نویسنده، تحلیلگر متبحر عقاید مسلمانان، باید واکنشی وحشتناک را در سراسر جهان اسلام پیش‌بینی کرده باشد». او نیاز به «حساس بودن نسبت به نگرانی و خشم» مسلمانان را می‌دید و فکر می‌کرد که قطع روابط دیپلماتیک با ایران یک «واکنش افراطی» است.
در میان نویسندگان، رولد دال کوبنده بود و کتاب رشدی را هیجان‌انگیز و رشدی را «اپورتونیست خطرناک» نامید. جان لو کاره حکم اعدام را ظالمانه می‌دانست، اما از اقدام رشدی نیز انتقاد می‌کرد: «فکر نمی‌کنم به هیچ‌یک از ما این اجازه داده شود که نسبت به ادیان بزرگ بی‌مجاز باشیم» اگرچه او بعداً از این بابت ابراز پشیمانی کرد. اختلاف او با رشدی رشدی، با این حال، توسط نهادهای بزرگ در جهان ادبی مانند PEN و انجمن ناشران آمریکایی، و شخصیت‌های برجسته‌ای مانند گونتر گراس، مارتین آمیس، ساول بلو، نادین گوردیمر و درک والکات حمایت می‌شد. یکی دیگر از حامیان اصلی رشدی، کریستوفر هیچنز، گفت که این فتوا او را متقاعد کرد که بنیادگرایی اسلامی یک تهدید فوری است، و بعداً نوشت خدا بزرگ نیست، بحثی علیه دین. با این حال، این ماجرا به احتیاط بیشتر و درجاتی از خودسانسوری در برخورد با مسائل اسلامی در هنرهای ادبی و سایر هنرهای خلاق منجر شد.

#### شخصیت‌های مذهبی غربی
بسیاری از شخصیت‌های مذهبی در آمریکا و انگلیس از توهین به مسلمانان متدین (اگر نه به شدت) بیزار بودند و مانند هموطنان سکولار خود از رشدی دفاع نکردند. اسقف اعظم کانتربری، رابرت رانسی، از دولت خواست که قانون توهین به مقدسات را برای پوشش سایر ادیان، از جمله اسلام، گسترش دهد.

مایکل والزر نوشت که این پاسخ تحولی در معنای توهین به مقدسات را آشکار کرد. از جنایت علیه خدا دور شد و به چیزی موقتی تر رفت.
امروز ما نگران درد خود هستیم و گاهی نگران درد دیگران. توهین به مؤمنان تبدیل به توهین شده‌است به همان شکلی که پورنوگرافی توهین به افراد بی گناه و نیکوکار است. با توجه به این معنا، توهین به مقدسات یک جنایت جهانی است و بنابراین جای تعجب نیست… که مسیحیان و یهودیان باید به مسلمانان بپیوندند و کتاب [کتاب] سلمان رشدی را کتابی کفرآمیز بنامند.
برخی از خاخام‌ها، مانند ایمانوئل یاکوبوویتس، خاخام اعظم جماعت متحد عبری کشورهای مشترک المنافع، با انتشار این کتاب مخالفت کردند.

## جدول زمانی

### ۱۹۸۸
- ۲۶ سپتامبر ۱۹۸۸: این رمان در انگلیس منتشر شد.
- خوشوانت سینگ، هنگام بررسی کتاب در هفته نامه مصور، ممنوعیت آیات شیطانی را پیشنهاد کرد و متوجه واکنشی بود که ممکن است در بین مردم ایجاد کند.
- ۵ اکتبر ۱۹۸۸: هند واردات این رمان را ممنوع کرد، پس از آن که سید شهاب‌الدین، نماینده پارلمان هند و سردبیر ماهنامه مسلمانان هند از دولت راجیو گاندی درخواست کرد تا این کتاب را ممنوع کند.[۸۹][۹۰][۹۱] در سال ۱۹۹۳ سید شهاب‌الدین تلاش کرد تا کتاب دیگری را ممنوع کند (نظر هندوی رام سواروپ دربارهٔ مسیحیت و اسلام).[۹۲][۹۳]
- اکتبر ۱۹۸۸: تهدید به مرگ رشدی او را مجبور به لغو سفر و گاهی گرفتن محافظ شخصی کرد. کمپین نامه نگاری به وایکینگ پرس در آمریکا «ده‌ها هزار نامه تهدیدآمیز» را به همراه دارد.[۹۴]
- ۲۰ اکتبر ۱۹۸۸: اتحادیه سازمان‌های مسلمان انگلیس می‌نویسد که دولت انگلیس برای ممنوعیت اعتراضات آیات شیطانی به دلیل توهین به مقدسات فشار می‌آورد.[۹۵]
- ۲۱ نوامبر ۱۹۸۸: شیخ اعظم مصر الازهر از سازمان‌های اسلامی در انگلیس خواست تا برای جلوگیری از توزیع رمان اقدام قانونی کنند.
- ۲۴ نوامبر ۱۹۸۸: این رمان در آفریقای جنوبی و پاکستان ممنوع شد. این ممنوعیت‌ها ظرف چند هفته در عربستان سعودی، مصر، سومالی، بنگلادش، سودان، مالزی، اندونزی و قطر دنبال می‌شود.
- ۲ دسامبر ۱۹۸۸: اولین کتاب سوزاندن آیات شیطانی در انگلیس. ۷۰۰۰ مسلمان در راهپیمایی سوزاندن کتاب در بولتون شرکت کردند،[۹۶] اگرچه رسانه‌ها به ندرت متوجه این رویداد شدند.[۹۷]

### ۱۹۸۹
- ۱۴ ژانویه ۱۹۸۹: یک نسخه از کتاب در برادفورد سوزانده شد. پوشش رسانه ای و بحث گسترده. برخی از حمایت‌های غیرمسلمانان.[۹۶]
- ژانویه ۱۹۸۹: شورای دفاع اسلامی از کتاب‌های پنگوئن خواست عذرخواهی کند، رمان را پس بگیرد، نسخه‌های موجود را از بین ببرد و هرگز آن را تجدید چاپ نکند.
- فوریه ۱۹۸۹: اولین نسخه از نسخه آمریکا همراه با نقد کتاب در مطبوعات آمریکا در کتابفروشی‌ها ظاهر شد.
- ۱۲ فوریه ۱۹۸۹: در حمله ۱۰۰۰۰ نفری به مرکز فرهنگی آمریکا در اسلام‌آباد پاکستان در اعتراض به رشدی و کتابش، شش نفر کشته و ۱۰۰ نفر زخمی شدند.[۹۸]
- ۱۳ فوریه ۱۹۸۹: در شورش‌های ضد رشدی در سرینگار، جامو و کشمیر یک نفر کشته و بیش از ۱۰۰ زخمی شدند.[۹۹][۱۰۰]
- ۱۴ فوریه ۱۹۸۹: روح‌الله خمینی از ایران فتوایی صادر کرد و از همه مسلمانان خواست که همه دست‌اندرکاران انتشار رمان را اعدام کنند. بنیاد ۱۵ خرداد یک بنیاد مذهبی ایران پاداش $ US1 میلیون یا ۲۰۰ میلیون ریال معادل ۳ میلیون دلار برای قتل رشدی اگر توسط یک ایرانی انجام شود.
- ۱۶ فوریه ۱۹۸۹: گروه‌های اسلام‌گرای مسلح، مانند سپاه پاسداران انقلاب اسلامی و حزب‌الله لبنان، اشتیاق خود را برای «اجرای فرمان امام» اعلام کردند.[۱۰۱] رشدی وارد برنامه حفاظتی
- ۱۷ فوریه ۱۹۸۹: فروشگاه‌های زنجیره ای کتاب از جمله B. Dalton، بارنز اند نوبل والدن بوک، می‌گویند که دیگر کتاب را نمی‌فروشند.[۱۰۲]
- ۱۸ فوریه ۱۹۸۹: رشدی عذرخواهی کرد. در ابتدا، ایرنا (خبرگزاری رسمی ایران) می‌گوید که اظهارات رشدی «به‌طور کلی به اندازه کافی برای عفو او کافی تلقی می‌شود».[۱۰۳]
- ۱۹ فوریه ۱۹۸۹: خمینی با صدور حکمی مبنی بر اینکه هیچ عذرخواهی و پشیمانی رشدی نمی‌تواند حکم اعدام او را لغو کند.
- ۲۲ فوریه ۱۹۸۹: رمان در آمریکا منتشر شد. کتابفروشی‌های زنجیره ای بزرگ بارنز اند نوبل و والدنبوک در معرض تهدید، این رمان را از یک سوم کتابفروشی‌های کشور حذف کردند.
- ۲۴ فوریه ۱۹۸۹: در اثر شورش بزرگ ضد رشدی در بمبئی، ماهاراشترا، هند، دوازده نفر جان خود را از دست دادند و ۴۰ نفر مجروح شدند.
- ۲۸ فوریه ۱۹۸۹: کتابفروشی‌ها، از جمله کوبیس و والدنبوک در برکلی، کالیفرنیا، آمریکا، به دلیل فروش رمان بمباران شدند.[۱۰۴]
- ۲۸ فوریه ۱۹۸۹: ۱۹۸۹ بمباران مطبوعاتی ریوردیل: دفاتر ریوردیل پرس، یک روزنامه هفتگی در برانکس، توسط بمب‌های آتشین ویران شد. تماس‌گیرنده با ۹۱۱ می‌گوید این بمب‌گذاری در تلافی سرمقاله‌ای بود که از حق خواندن رمان دفاع می‌کرد و از فروشگاه‌های زنجیره‌ای انتقاد می‌کرد که فروش آن را متوقف کردند.[۱۰۵]
- ۷ مارس ۱۹۸۹: ایران روابط دیپلماتیک خود را با انگلیس قطع کرد.
- مارس ۱۹۸۹: کتابفروشی‌های مستقل از جمله کودیس در برکلی، کالیفرنیا، آمریکا و پاولز در پورتلند، اورگان، آمریکا به فروش کتاب ادامه می‌دهند.
- مارس ۱۹۸۹: سازمان کنفرانس اسلامی از ۴۶ دولت عضو خود خواست تا این رمان را ممنوع کنند. این سازمان برای داشتن این کتاب مجازات سه سال زندان و ۲۵۰۰ دلار جریمه نقدی تعیین کرده‌است. در مالزی، سه سال زندان و جریمه ۷۴۰۰ دلاری؛ در اندونزی، یک ماه زندان یا جریمه نقدی. تنها کشوری با جمعیتی عمدتاً مسلمان که در آن رمان قانونی باقی مانده‌است، ترکیه است. چندین کشور با اقلیت‌های مسلمان بزرگ، از جمله پاپوآ گینه نو، تایلند، سریلانکا، کنیا، تانزانیا، لیبریا و سیرالئون نیز برای داشتن این رمان مجازات تعیین می‌کنند.
- مه ۱۹۸۹: یوسف اسلام، موزیسین (که قبلاً به عنوان گربه استیونز شناخته می‌شد) حمایت خود را از این فتوا نشان داد و در طول یک مستند تلویزیونی انگلیسی، طبق گزارش نیویورک تایمز، اظهار داشت که اگر رشدی در خانه او ظاهر شود، "ممکن است به کسی زنگ بزند که ممکن است بیش از آنچه که دوست دارد به او آسیب بزند. من سعی می‌کنم با خمینی تماس بگیرم و به ایشان بگویم که این مرد دقیقاً کجاست.»[۱۰۶] یوسف اسلام بعداً حمایت از فتوا را تکذیب کرد. برای اطلاعات بیشتر در مورد این موضوع به نظرات استیونز در مورد سلمان رشدی مراجعه کنید.
- ۲۷ مه ۱۹۸۹: ۱۵۰۰۰ تا ۲۰۰۰۰ مسلمان در میدان پارلمان لندن گرد هم آمدند و رشدی را به شکل مجسمه سوزانده و خواستار ممنوعیت رمان شدند.[۱۰۷]
- ۳ ژوئن ۱۹۸۹: خمینی درگذشت. خامنه‌ای، رئیس‌جمهور پیشین، به‌عنوان رهبر جدید رهبری می‌شود.
- ۳۱ ژوئیه ۱۹۸۹: بی‌بی‌سی فیلم شعر تونی هریسون ضیافت آنها را پخش کرد که در آن هریسون از رشدی با تشبیه او به مولیر، ولتر، عمر خیام و بایرون دفاع می‌کند.
- پس از پخش فیلم شعر خود، هریسون شعری با عنوان آیات شیطانی در آبزرور منتشر کرد که در آن نوشت:

من از درگیری ذهنی دست برنمی‌دارم
و نه قلمم در دستم خواهد خوابید
تا رشدی حق حیات داشته باشد
و کتاب‌ها سوزانده یا ممنوع نشده‌اند
- ۳ اوت ۱۹۸۹: مردی با نام مستعار مصطفی محمود مازح به‌طور تصادفی خود را همراه با دو طبقه از هتلی در مرکز لندن هنگام تهیه بمبی که قصد کشتن رشدی را داشت، منفجر کرد.[۱۰۸]
- کرستین اکمن و لارس گیلنستن، اعضای آکادمی سوئد (که جایزه نوبل ادبیات را اعطا می‌کند)، در اعتراض به امتناع آکادمی از حمایت از درخواست کابینه سوئد در حمایت از رشدی، شرکت در کار آکادمی را متوقف کردند.[۱۰۹][۱۱۰]

### ۱۹۹۰
- ۱۹۹۰: رشدی از مسلمانان عذرخواهی کرد.
- ۱۹۹۰: رشدی مقاله ای را در مورد مرگ خمینی به نام «با حسن نیت» منتشر کرد تا منتقدان خود را آرام کند و عذرخواهی کرد که در آن ظاهراً احترام خود را برای اسلام تأیید می‌کند. با این حال، روحانیون ایرانی فتوا را پس نمی‌گیرند.
- ۱۹۹۰: پنج بمب‌گذاری کتابفروشی‌ها را در انگلستان هدف قرار دادند.
- ۲۴ دسامبر ۱۹۹۰: رشدی اعلامیه ای را امضا می‌کند که ایمان اسلامی خود را تأیید می‌کند و از وایکینگ پنگوئن، ناشر آیات شیطانی، نه کتاب را منتشر کند و نه اجازه ترجمه آن را می‌دهد.[۵۳]

### ۱۹۹۱
- ۱۱ ژوئیه ۱۹۹۱: هیتوشی ایگاراشی، مترجم ژاپنی رمان، توسط یک دانشجوی مبادله ای بنگلادشی به ضرب چاقو کشته شد.[۱۱۱] و اتوره کاپریولو، مترجم ایتالیایی آن، به شدت زخمی شده‌است.

### ۱۹۹۳–۱۹۹۴
- ۲ ژوئیه ۱۹۹۳: سی و هفت تن از روشنفکران ترک و مردم محلی شرکت کننده در جشنواره ادبی پیر سلطان ابدال در اثر آتش زدن هتل کنفرانس در سیواس ترکیه توسط گروهی از اسلامگرایان تندرو در پی فتوای خمینی جان خود را از دست دادند. عزیز نسین شرکت کننده در این همایش بود که پیش از این اعلام کرده بود که این کتاب را ترجمه و منتشر خواهد کرد. مخالفانش خواستار تحویل او برای اعدام شدند. وقتی نسین واژگون نشد، جمعیت هتل را به آتش کشیدند. نسین از آتش نجات یافت و جان سالم به در برد.[۱۱۲]
- ۱۱ اوت ۱۹۹۳: رشدی در کنسرت یوتو در استادیوم ومبلی در تور تلویزیونی باغ وحش آنها در لندن ظاهری عمومی کوتاه داشت. بونو که به عنوان شخصیت صحنه/شیطان آقای مک فیستو معرفی شده بود، با رشدی تماس گرفت تا خودش را رو در رو با رشدی روی صحنه ببیند. رشدی به بونو گفت که «شیاطین واقعی شاخ نمی‌زنند».
- اکتبر ۱۹۹۳: ناشر نروژی رمان، ویلیام نیگارد، مورد اصابت گلوله قرار گرفت و به شدت مجروح شد.
- ۱۹۹۳: بنیاد ۱۵ خرداد در ایران جایزه قتل رشدی را به ۳۰۰۰۰۰ دلار افزایش داد.
- ۹ ژوئن ۱۹۹۴: رشدی در ضبط اپیزودی از مسابقه خبری طنز بی‌بی‌سی آیا برای شما خبری دارم شرکت می‌کند،[۱۱۳] که شب بعد پخش می‌شود. رشدی بعداً ادعا کرد که پسرش بیش از هر چیز دیگری که انجام داده بود تحت تأثیر این کار قرار گرفت. به گفته پل مرتون کمدین، یکی از شرکت کنندگان همیشگی برنامه، رشدی فقط به دلیل اینکه افسران حفاظت از طرفداران برنامه بودند، اجازه حضور توسط پلیس را دریافت کرد. برای اطمینان از امنیت رشدی، ظاهر او قبل از تبلیغات صفر بود. فهرست‌های رسمی حضور بازگشتی برای وان لارد را تبلیغ می‌کردند (یک «مهمان» جایگزین معروف برای روی هاترسلی در نسخه قبلی نمایش).

### ۱۹۹۵–۱۹۹۶
- ۲۶ اوت ۱۹۹۵: مصاحبه با رشدی در جایی منتشر شد که رشدی به مصاحبه‌گر آن مک‌الوی از تایمز می‌گوید که تلاش او برای جلب رضایت افراط‌گرایان با تأیید ایمان اسلامی‌اش و دعوت به خروج آیات شیطانی «بزرگ‌ترین اشتباه زندگی من» بود.[۱۱۴]

### ۱۹۹۷–۱۹۹۸
- ۱۹۹۷: جایزه دو برابر شد و به ۶۰۰۰۰۰ دلار رسید.
- ۱۹۹۸: دولت ایران علناً اعلام کرد که «نه از عملیات ترور رشدی حمایت می‌کند و نه مانع از آن خواهد شد».[۳۴] این به عنوان بخشی از توافق گسترده‌تر برای عادی سازی روابط ایران و انگلیس اعلام شده‌است. رشدی متعاقباً اعلام می‌کند که مخفیانه زندگی نمی‌کند و در واقع مذهبی نیست. به گفته برخی از روحانیون برجسته ایران، علیرغم مرگ خمینی و اعلامیه رسمی دولت ایران، این فتوا همچنان به قوت خود باقی است. کمال خرازی وزیر امور خارجه ایران گفت:

دولت جمهوری اسلامی ایران هیچ گونه قصدی برای تهدید جان نویسنده آیات شیطانی یا هر فرد مرتبط با اثر وی ندارد و هیچ اقدامی را نیز برای انجام آن تشویق یا کمک نخواهد کرد.".

### ۱۹۹۹
- ۱۹۹۹: یک بنیاد ایرانی مبلغ ۲٫۸ میلیون دلار تعیین کرد جایزه برای کشتن رشدی.
- ۱۴ فوریه ۱۹۹۹: در دهمین سالگرد صدور حکم علیه رشدی، بیش از نیمی از نمایندگان مجلس (ایران) بیانیه ای را امضا کردند که در آن اعلام شد: «حکم رشدی کفرگو، مرگ امروز و فردا و سوزاندن است. تا ابد در جهنم».[۱۱۶]

### ۲۰۰۰–۲۰۰۴
- ۱۴ فوریه ۲۰۰۰: حسن صانعی، رئیس بنیاد پانزدهم خرداد، مجدداً تأکید کرد که حکم اعدام همچنان معتبر است و مبلغ ۲٫۸ میلیون دلار بنیاد. پاداش با بهره به قاتلان رشدی پرداخت خواهد شد.[۱۱۶]
- ژانویه ۲۰۰۲: آفریقای جنوبی ممنوعیت خود را برای آیات شیطانی لغو کرد.
- ۱۶ فوریه ۲۰۰۳: سپاه پاسداران ایران بار دیگر خواستار ترور رشدی شد. به گزارش ساندی هرالد، «حسن صانعی، رئیس بنیاد نیمه رسمی خرداد که مبلغ ۲٫۸ دلار را اختصاص داده‌است. به نقل از روزنامه جمهوری اسلامی، یک میلیون جایزه برای سر رشدی اعلام کرد که بنیاد او اکنون ۳ میلیون دلار پرداخت خواهد کرد به هر کسی که رشدی را بکشد.»[۱۱۷]

### ۲۰۰۵–۲۰۰۷
- اوایل سال ۲۰۰۵: فتوای خمینی علیه رشدی توسط رهبر معنوی ایران، علی خامنه‌ای، در پیامی به زائران مسلمان که زیارت سالانه مکه را انجام می‌دهند، مجدداً تأیید شد. ایران درخواست‌های پس گرفتن فتوا را رد کرده‌است، زیرا تنها کسی که آن را صادر کرده‌است می‌تواند آن را پس بگیرد.
- ۱۴ فوریه ۲۰۰۶: خبرگزاری رسمی ایران به مناسبت سالگرد فرمانی که بنیاد شهید دولتی اعلام کرده‌است، گزارش داد: «فتوای امام خمینی در مورد سلمان رشدی مرتد برای همیشه جاری است» و یکی از بنیاد دولتی ایران، یا پایه‌های، پیشنهاد کرده‌است $ ۲٫۸میلیون جایزه برای کشتن او[۳۸]
- ۱۵ ژوئن ۲۰۰۷: رشدی به دلیل خدماتی که به ادبیات ارائه کرد، نشان شوالیه را دریافت کرد که اعتراض گروه‌های اسلامی را برانگیخت. چندین گروه با استناد به بحث آیات شیطانی درخواست مرگ او را تجدید می‌کنند.
- ۲۹ ژوئن ۲۰۰۷: بمب‌هایی که در مرکز لندن کار گذاشته شده بود احتمالاً با لقب شوالیه سلمان رشدی مرتبط بوده‌است.[۱۱۸]

### ۲۰۰۸–۲۰۱۲
- ۲۴ ژانویه ۲۰۱۲: معاون مدرسه دارالعلوم دیوبند، یک مدرسه اسلامی در هند، درخواستی صادر کرد که رشدی برای حضور برنامه‌ریزی شده اش در جشنواره ادبیات جیپور در پایان ژانویه از ویزا خودداری شود. دولت هند پاسخ داد که هیچ برنامه ای برای ممنوعیت ورود رشدی به کشور وجود ندارد و رشدی که در گذشته چندین بار به هند سفر کرده بود، نیازی به ویزا نداشت زیرا دارای کارت اشخاص هندی است که به دارندگان این اجازه را می‌دهد بدون مدارک دیگر به کشور مبدأ سفر کنند».[۱۱۹] رشدی در نهایت با استناد به گزارش‌هایی مبنی بر تلاش‌های احتمالی برای ترور، تصمیم گرفت در جشنواره شرکت نکند.[۱۲۰] رشدی گزارش‌های پلیس دربارهٔ قاتلان پولی را بررسی کرد و گفت که پلیس ممکن است دروغ گفته باشد.[۱۲۱] در همین حال، پلیس به توصیه مقامات جشنواره ادبیات جیپور پس از خواندن گزیده‌هایی از آیات شیطانی، که در هند ممنوع است، از جیپور فرار کردند.[۱۲۲] جلسه پیشنهادی پیوند ویدیویی بین رشدی و جشنواره ادبیات جیپور پس از اینکه دولت جشنواره را برای توقف آن تحت فشار قرار داد، با مشکل مواجه شد.[۱۲۱]
- ۱۷ سپتامبر ۲۰۱۲: رشدی ابراز تردید کرد که آیات شیطانی به دلیل فضای «ترس و عصبیت» امروز منتشر شود.[۱۲۳]

### ۲۰۱۶
- ۲۲ فوریه ۲۰۱۶: گروهی متشکل از چهل سازمان رسانه ای دولتی در ایران ۶۰۰۰۰۰ دلار جمع‌آوری کردند تا به فتوای رشدی اضافه کنند.[۱۲۴]

### ۲۰۲۲
- ۱۲ اوت ۲۰۲۲: سلمان رشدی قبل از ارائه سخنرانی در «چاتاکوا» (Chautauqua) واقع در نیویورک بوسیله چاقو از ناحیه گردن و شکم مورد حمله قرار گرفت.[۱۲۵][۱۲۶]

## تحلیل
خمینی در صادر کردن این فتوا و تشویق مسلمانان به کشتن سلمان رشدی به شکل قابل ملاحظه‌ای از سنّت رایج اسلامی فاصله می‌گرفت. به گفته لوئیس به صورت تاریخی اکثریت فقها معتقدند که شخصی که به ارتداد متهم می‌شود باید به محکمهٔ قضاوت آورده شود، اتهام او بیان شده و سپس فرصت دفاع به او داده شود. پس از طی همه این مراحل، قاضی حکم را در مورد او صادر می‌کند. وجود این مراحل لازم است زیرا به گفتهٔ لوئیس هدف فقه اسلامی اجرای عدالت و قانون است و نه اعلام حکم بدون محاکمه و ایجاد ترس در میان افراد. اما دیدگاه فقها این بوده‌است که توهین یک مسلمان به پیامبر اسلام آنقدر بزرگ است که نیازی به برپایی دادگاه نیست. این گروه نظر خود را بر پایه حدیثی (که صحتش مورد اختلاف است) قرار می‌دهند که محمد در آن اعلام می‌کند که «هر کسی که به من توهین بکند و مسلمانی آن را بشنود، باید فوراً شخص توهین‌کننده را بکشد.» بگفته لوئیس حتی در بین فقهایی که صحت این حدیث را می‌پذیرند، اختلاف نظر وجود دارد و برخی از آن‌ها صدور حکم کشتن بدون انجام تشریفات را حرام دانسته و معتقدند کسی که کشتن را مرتکب شود باید خود مجازات شود. گروه دیگر از این اقلیت فقها به این نکته اشاره می‌کنند که بر اساس حدیث ذکر شده کشتن شخص توهین‌کننده به محض شنیدن توهین، نه اینکه توصیه شده باشد بلکه واجب است و انجام ندادن آن گناه محسوب می‌شود. به گفته لوئیس حتی محافظه کارترین و پرشدت‌ترین فقها که رأی به کشتن کسی که در حضور و روبروی مسلمانی به محمد توهین می‌کند را می‌دهند، تا آن حد پیش نمی‌روند که حکمی راجع به درخواست برای کشتن کسی که در کشوری دیگر گزارش توهینش آمده را بدهند. بدین سان دیدگاه خمینی در تاریخ اسلام کم‌سابقه است.